# غوانة
الغُوانة هو الاسم الذي يطلق على مجموعة السحالي المتنوعة التي من جنس حيوان الورل، يعيش أغلبها في أستراليا بالإضافة إلى أنواع معينة تعيش في جنوب شرق آسيا. تضم الغوانة مجموعة ضخمة من السحالي مثل تنين كومودو (أكبر سحلية حية في العالم) الذي يعيش في إندونيسيا ويصل طوله إلى أكثر من 3 أمتار، والورل العملاق الذي يصل طوله إلى 2.5 متر (8.2 قدم).
هناك حوالي 20 نوعًا من الغوانة، يعيش 15 نوع منهم في أستراليا وحدها. الغوانة هي مجموعة متنوعة من الزواحف آكلة اللحوم التي تختلف بشكل كبير في الحجم، ولها القدرة على التكيف مع مختلف المكامن البيئية. ذكرت الغوانة بشكل بارز في أساطير السكان الأصليين وروايات التراث الشعبي الأسترالي. وشكلت جزءا هاما من النظام الغذائي للعديد من سكان أستراليا الأصليين.
كونها سحالي مفترسة، فأغلب أنواعها تكون كبيرة جدًا في الحجم أو على الأقل ضخمة، ولها أسنان ومخالب حادة. تتغذى الغوانة على جميع أنواع الحيوانات الصغيرة كالحشرات، الثعابين، الثدييات، الطيور، البيوض. وكل أنواع الغوانة تتغذى على اللحوم المتعفنة (الحيوانات الميتة)، وبإمكانها التهام جيفة حيوانات كبيرة بالحجم بسهولة مثل الماشية والجمال.